# 江澤民訪澳
江澤民訪問澳門是指中共中央總書記、國家主席、中央軍委主席江澤民任內曾經兩次訪問澳門，分別在1999年和2000年。

## 第一次訪澳
江澤民第一次訪問澳門是在1999年12月，率领中国政府代表团出席中葡两国政府澳门政权交接仪式、澳门特别行政区成立暨特区政府宣誓就职仪式、澳门特别行政区成立庆祝大会。。

## 第二次訪澳
江澤民第二次訪問澳門是在2000年12月，並逗留三天，期間出席澳门回归一周年庆祝活动。期間除參加了澳門特別行政區成立一周年的系列慶祝活動，會見了前來觀禮的香港特別行政區主要官員、澳門特別行政區主要官員、各界知名人士，接見了中央人民政府駐澳機構主要負責人，參觀了澳門的濠江中學、澳門博物館、大三巴牌坊、黑沙海灘、龍環葡韻，視察了澳門中國銀行大廈。江澤民的夫人王冶坪也參觀了澳門婦聯托兒所。

### 2000年12月19日
2000年12月19日，江澤民抵澳前夕，街頭各處均有標語慶祝澳門特區成立一周年和歡迎江澤民訪澳。部分重要場館實行嚴格的保安措施，包括澳門綜藝館、大三巴牌坊及澳門文化中心等。下午4時20分，江澤民乘坐的專機抵達澳門國際機場，20分鐘後江澤民與夫人王冶坪由澳門特別行政區行政長官何厚鏵陪同，步下舷梯；澳門特別行政區政府為江澤民到訪舉行歡迎儀式。陪同人員包括國務院副總理錢其琛夫婦、中國人民解放軍總政治部主任于永波上將、中共中央辦公廳主任王剛、國務院港澳辦主任廖暉等人。晚上時分，江澤民到澳門綜藝館出席特區政府歡迎晚宴，除澳門特別行政區主要官員外，亦包括訪澳的香港特別行政區政府主要官員。
第二次訪澳回應傳媒期間，江澤民表示要努力為澳門的長期繁榮穩定和發展創造有利的社會環境，他並希望傳媒在事關澳門的繁榮穩定、國家利益和民族大義的問題上發揮更積極作用。江澤民說，回歸前澳門治安不靖，不僅令本地居民擔憂，也影響到鄰近地區。澳門回歸以來，在中央政府的支持下，特區政府對各種惡勢力給予有力打擊，社會治安狀況明顯改善，經濟情況也隨之好轉。目前澳門比較穩定的社會環境，需要大家共同珍惜和維護。不論是澳門還是內地都要做到，凡是不利於澳門繁榮穩定和發展的事就堅決不要去做。

### 2000年12月20日
江澤民出席澳門特別行政區成立一周年慶祝大會，活動在澳門文化中心舉行。江澤民強調，要堅持依法治澳。指出澳門基本法的地位高於特別行政區的其他所有法律，澳門各界人士應當自覺地以基本法作為自己的行為規範。江澤民說，澳門特別行政區基本法是依據中國憲法，在澳門同胞廣泛參與下，由國家最高權力機關製定的，充分體現了包括澳門同胞在內的全體中國人民的共同意志和根本利益，是全面貫徹“一國兩制”方針的全國性法律。中央政府各部門、各地方以及全國各族人民都要維護基本法，遵守基本法。江澤民強調，嚴格按照基本法的規定辦事，是澳門長期繁榮穩定和發展的重要保證。江澤民表示，澳門特別行政區行政長官是依照基本法經選舉產生並由中央政府任命的，這是澳門同胞行使民主權利的體現，在澳門歷史上是從來沒有過的。基本法規定行政長官不僅要對特別行政區負責，還要對中央政府負責，行政長官既是特別行政區的首長，也是特區政府的首長。基本法賦予行政長官的地位是崇高的，責任是重大的。又指中央政府對何厚鏵先生的施政是滿意的。他希望澳門各界人士都自覺維護行政長官的權威，支持、幫助行政長官施政，也相信何厚鏵先生一定不會辜負中央政府和澳門公眾的信任與期望。
下午時分，江澤民到訪濠江中學，他為該中學學生和教師出一道數學題，江澤民介紹說：“我高中畢業參加高考時的一道幾何題，至今印象深刻。”江澤民取過一張白紙，劃了個五角星後說：“假設：任意一個星形，五個三角形，外接圓交於五點。求證：這五點共圓。”　江澤民說：“我把這道題出給濠江中學，是要說明：一個人總要有鑽研精神。” 濠江中學校長尤端陽表示，江澤民到訪期間勉勵師生，學校亦從江澤民身上，意識到要多元培養學生，讓他們愛國愛澳、有國際視野，勝任各種挑戰。

### 2000年12月21日
2000年12月21日，澳門本地多家報紙傳媒均報道江澤民視察澳門情況，當中《澳門日報》頭版標題為“澳門特區成立一周年慶祝大會上，江澤民提四點希望”。《華僑報》頭版的大字標題為“江澤民闡釋'一國兩制'真諦”，並刊登了江澤民在澳門特區成立一周年慶祝大會上的講話全文。《新華澳報》除以“為保澳長期繁榮穩定，江澤民提出四點希望”為頭版主標題報導江澤民講話和慶祝大會及參觀活動外，還發表評論稱，江澤民重要講話中闡明深睿哲理，及即場指揮合唱，一嚴肅、一輕鬆，相得益彰，結合得十分美妙，真乃神來之筆。
2000年12月21日上午10時15分，江澤民的夫人王冶坪到訪位於水坑尾街的澳門婦女聯合會托兒所。